# Никея
Вижте пояснителната страница за други значения на Никея.
Никея (на гръцки: Νίκαια) е античен и средновековен град в Мала Азия, чийто наследник е съвременният град Изник, Турция.
Градът има стратегическо местоположение – разположен е на брега на езеро, обграден е с високи хълмове по суша, които създават максимално благоприятни условия за защитата му по време на обсада. Крепостната стена е със средна височина около 10 м, а пред нея е изкопан дълбок ров. Около 100 крепостни кули подсигуряват надеждната защита на крепостта.
Античният град на мястото на Никея носи името Анкор или Геликор. Никея е главен град на областта Витиния. В нея се провежда Първият вселенски събор в историята на Християнската църква през 325 г. След превземането на Константинопол от кръстоносците през 1204 г. градът става столица на Никейската империя.
Най-сложният и противоречив етап от историята на Никея, както и на Мала Азия, е от XI-XV век, когато районът и градът преминават през болезнената трансформация от гръцки на турски език и култура. Повечето от жителите му напълно променят говоримия си език, религия и идентичност. До 1922 г. е съхранявана мозайката, красяща църквата „Успение Богородично“ в града – най-значимия паметник на византийското изкуство в Мала Азия. Същата година културното наследство е унищожено от турските власти по време на Гръцко-турската война от 1919 – 1922 г.
В наши дни крепостната стена на средновековна Никея, която е главна туристическа атракция на Изник, е разрушена на много места.